# 日産・ランドグライダー
ランドグライダー (Land Glider) は、日産自動車により開発された電気自動車のコンセプトカーである。

## 概要
2009年10月に開催された第41回東京モーターショーで発表された。都市内での利便性を高めるため、全幅を必要最小限とした前後2人乗り（タンデム2シーター）の電気自動車であり、旋回時の安定性確保のため、最大17度まで左右に内傾（バンク）することを特徴としている。この際のグライダーが滑空するような3次元的な操作感が車名の由来となっている。
モーターは2つ搭載され、左右の後輪をそれぞれ駆動させるシステムをとっている。バッテリーはリチウムイオン電池を床下に配置し、充電口をフロントウィンドウの下に配置した上、非接触式の充電システムを採用した。
各輪はボディーから独立した、スパッツ状のサイクルフェンダーと共に可動する。前輪は直線的に上下動し、後輪はトレーリングアームにより円弧状に動く（ホイールベースも可変）。コーナリング時に内側を縮め、外側を伸ばすことで、最大17度までの傾斜を可能とした。傾斜制御は3次元センサーにより最適化され、それにより、人が走ったり自転車で走行する際の動きを再現している。車輪にキャンバ角が付く動きを妨げないよう、タイヤもトレッドが円弧状の二輪車用となっており、ステアリング・ホイールは飛行機の操縦桿のような形状としている。この他、ランドグライダー同士が通信し、事故を防止する衝突回避システムが採用された。
発表が行われた第41回東京モーターショーでは、リーフ、NV200ベースのEV、インフィニティブランドの小型EVに次ぐ、日産自動車の4車種目のグローバル量産電気自動車として同車のようなモデルが検討されていることが発表された。
なお、このモデルは日産自動車と同社の関係企業であるクリエイティブボックスにより共同開発された。